# Kanzel (Zieglbach)

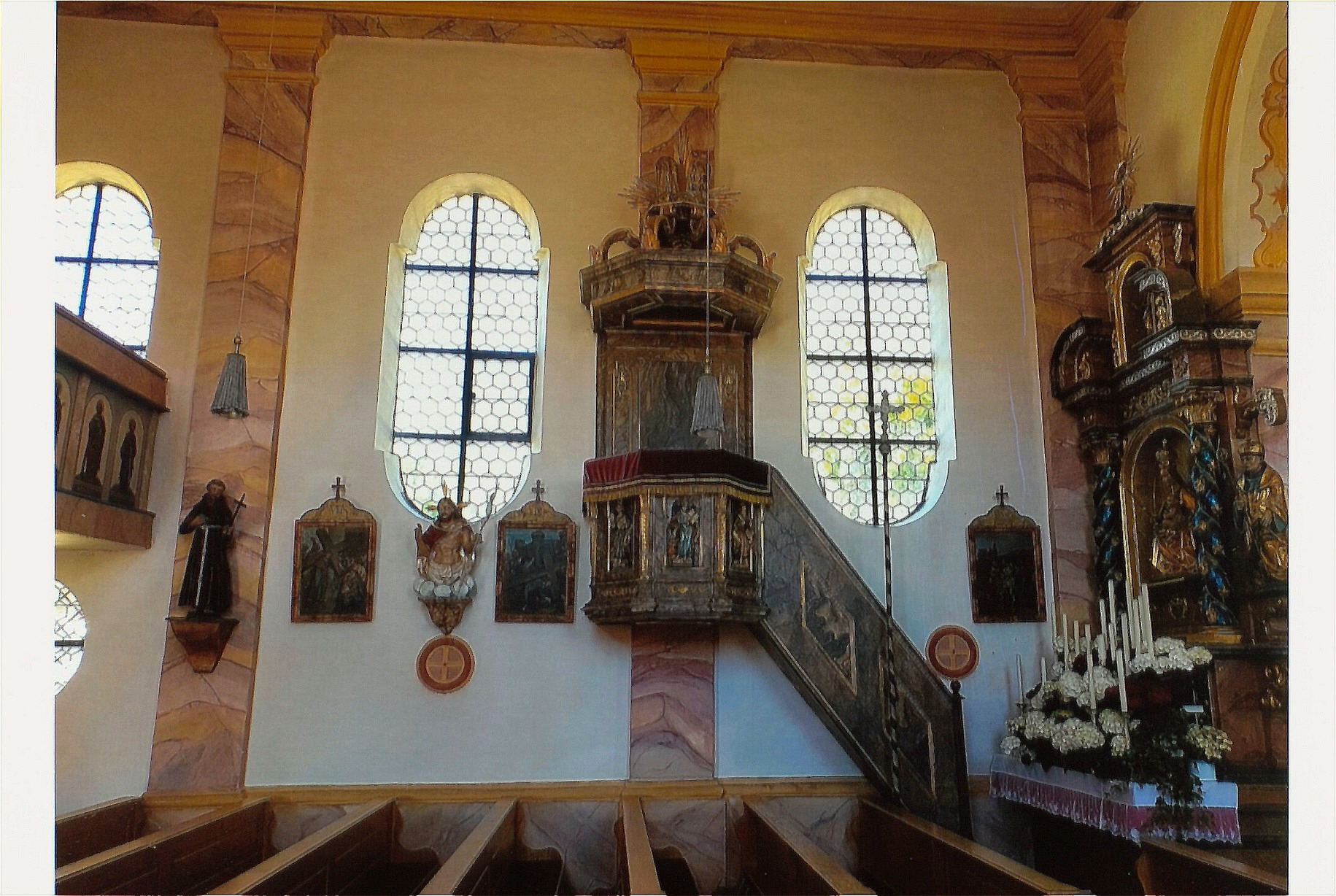
Innenansicht der Kirche St. Michael mit Kanzel

Die Kanzel in der katholischen Filialkirche St. Michael in Zieglbach, einem Gemeindeteil von Dasing im Landkreis Aichach-Friedberg im bayerischen Regierungsbezirk Schwaben, wurde Ende des 17. Jahrhunderts geschaffen. Die Kanzel ist ein Teil der als Baudenkmal geschützten Kirchenausstattung.
Die hölzerne Kanzel im Stil des Barocks besitzt am Kanzelkorb Statuetten der Evangelisten. 
Der sechseckige Schalldeckel wird von Gesetzestafeln bekrönt. An der Unterseite ist eine Heiliggeisttaube zu sehen.

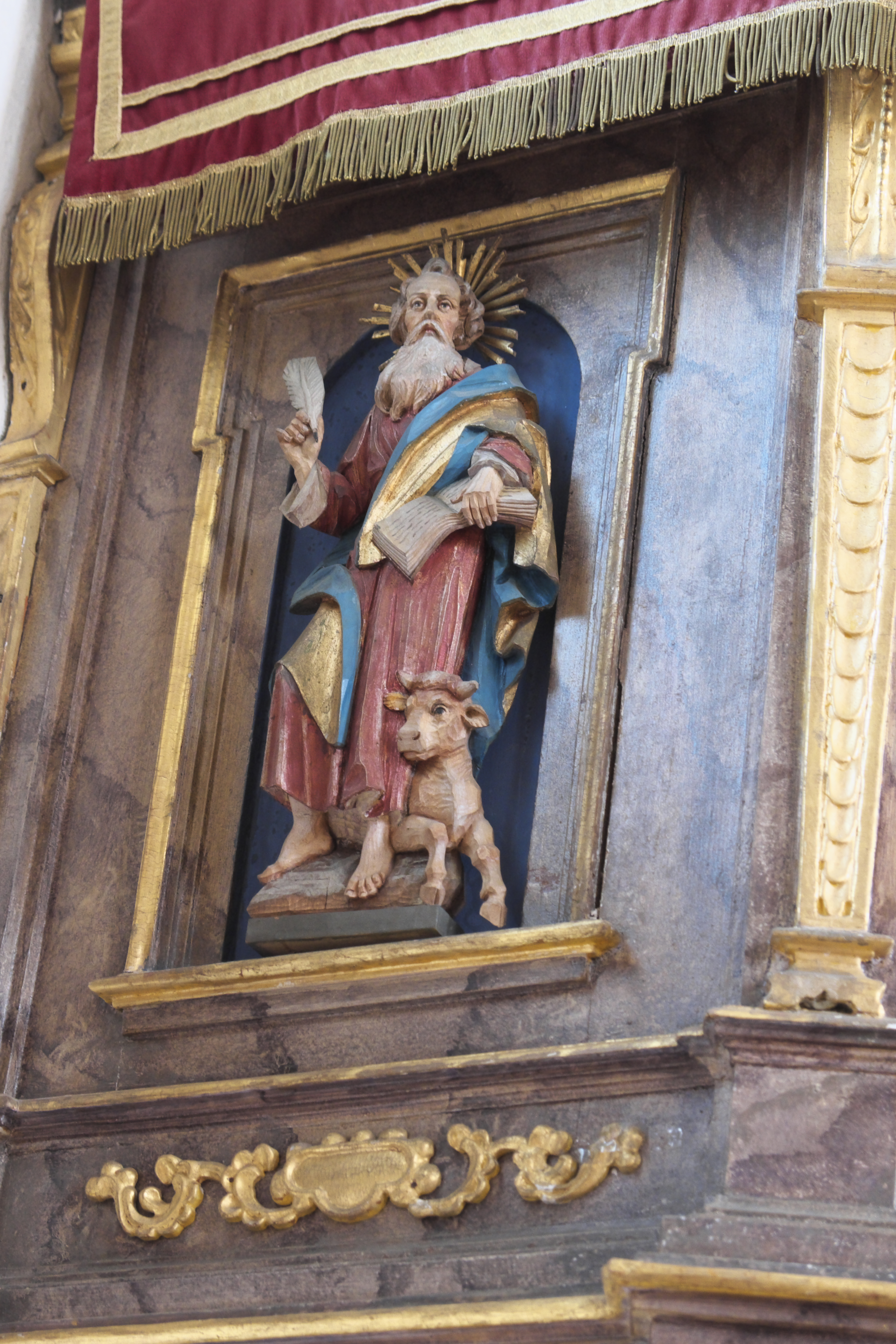
Evangelist Lukas mit Stier
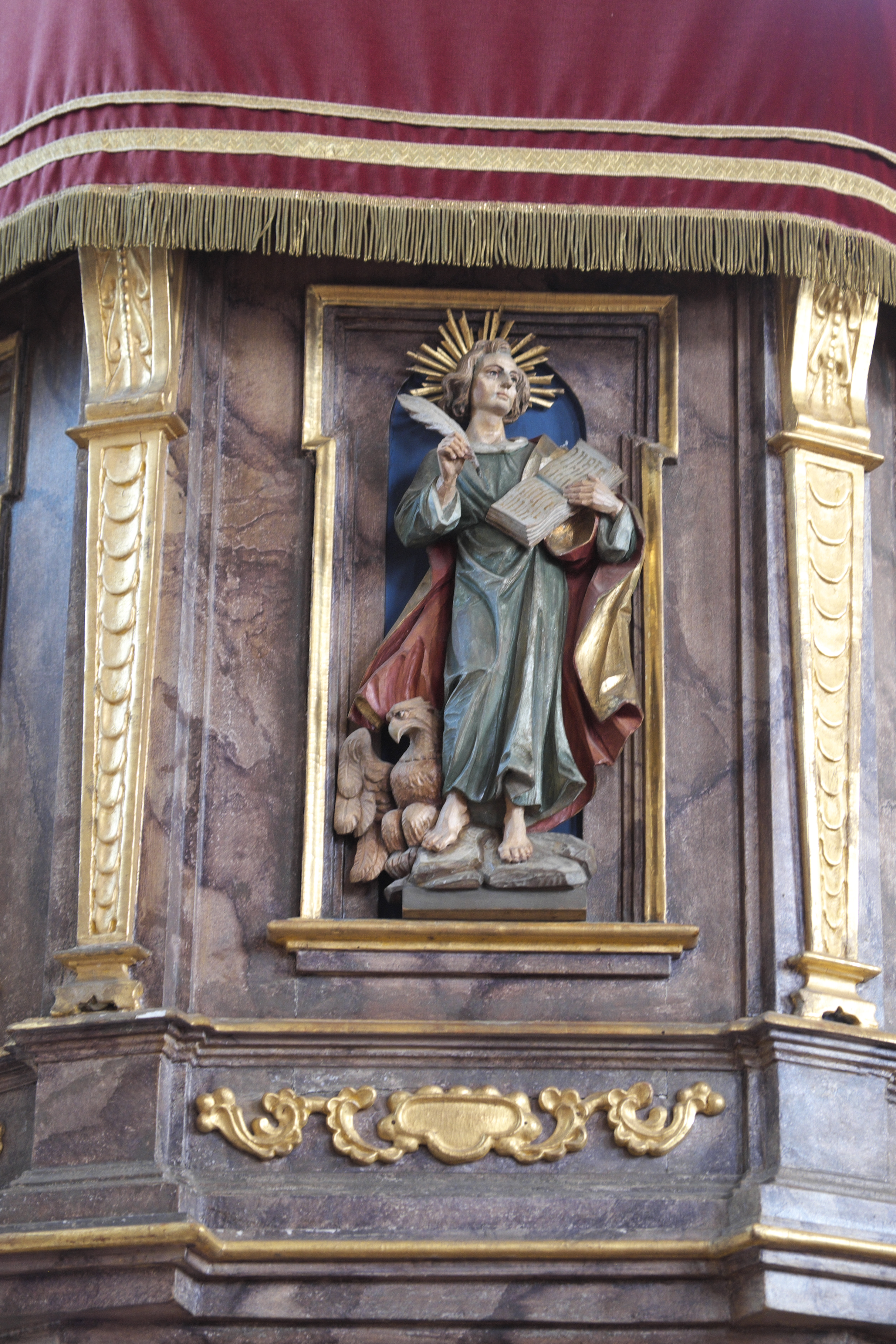
Evangelist Johannes mit Adler
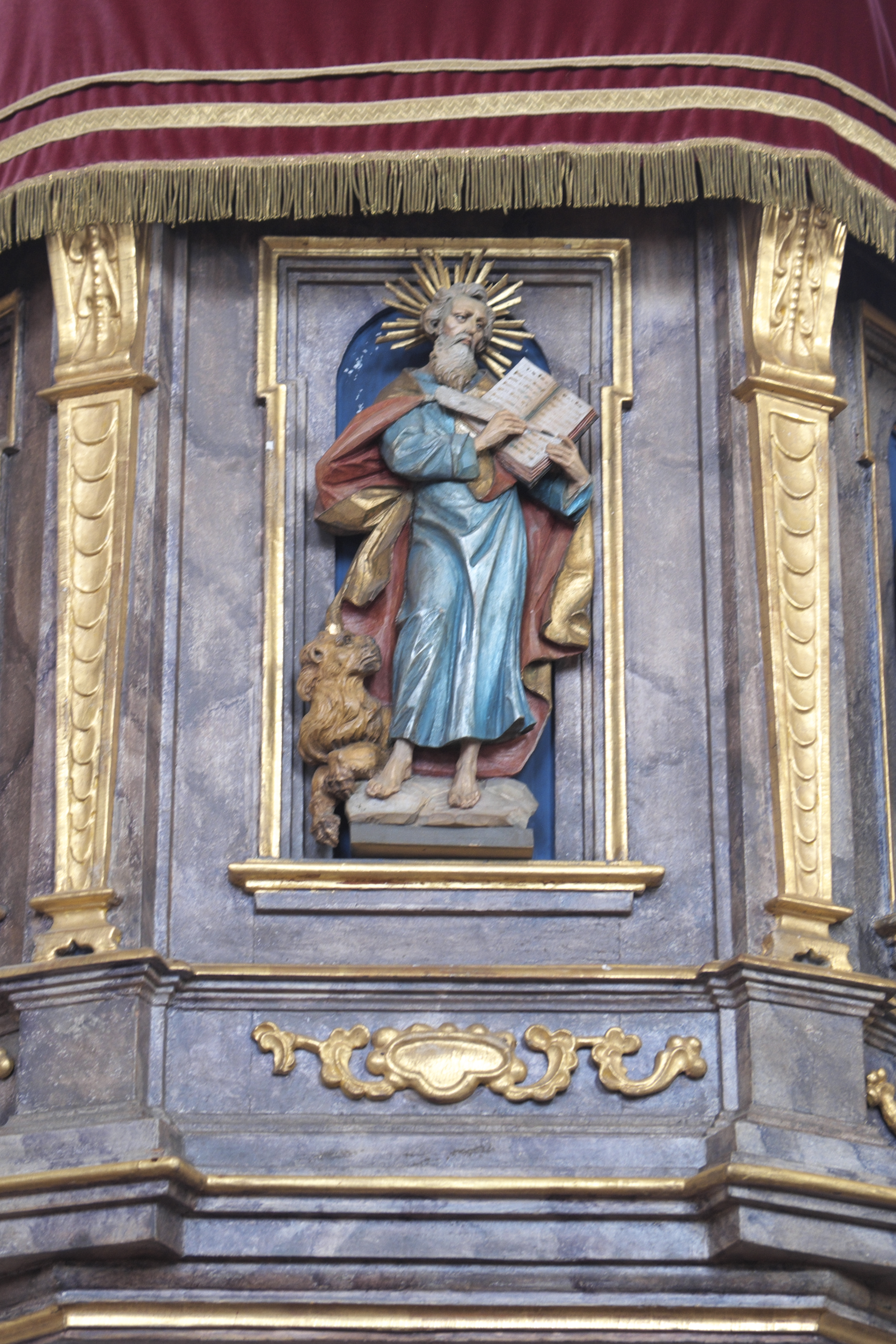
Evangelist Markus mit Löwe
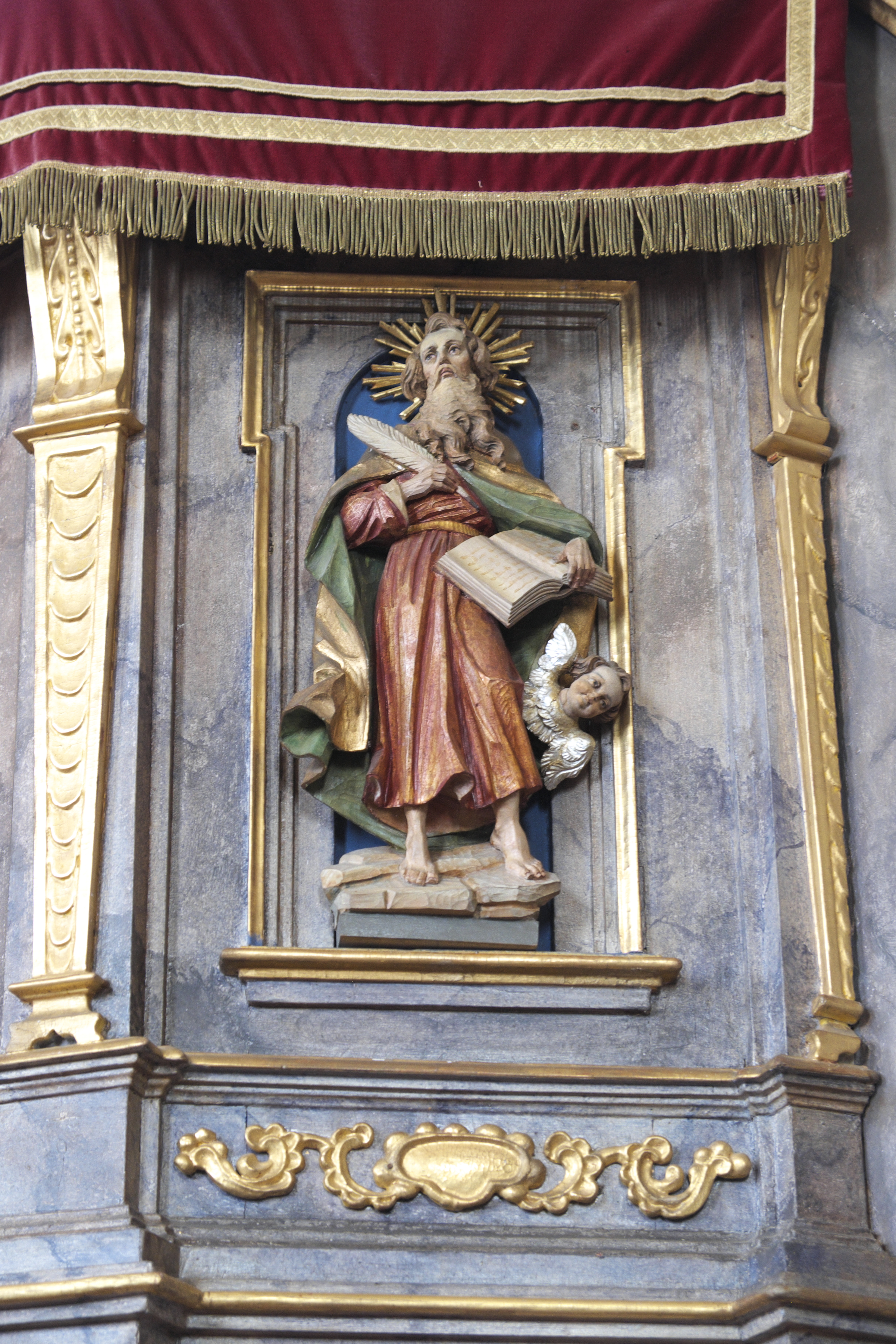
Evangelist Matthäus mit geflügeltem Menschen